# Shinan (köpinghuvudort i Kina, Hubei Sheng, lat 29,28, long 113,71)
Shinan (kinesiska: 石南, 石南镇) är en köpinghuvudort i Kina. Den ligger i provinsen Hubei, i den centrala delen av landet, omkring 150 kilometer söder om provinshuvudstaden Wuhan. Antalet invånare är 21 593. Befolkningen består av 10 581 kvinnor och 11 012 män. Barn under 15 år utgör 20,0 %, vuxna 15-64 år 68 %, och äldre över 65 år 10,0 %.
Runt Shinan är det tätbefolkat, med 383 invånare per kvadratkilometer. Närmaste större samhälle är Daping, 6,0 km norr om Shinan. Trakten runt Shinan består till största delen av jordbruksmark.
Genomsnittlig årsnederbörd är 2 078 millimeter. Den regnigaste månaden är maj, med i genomsnitt 321 mm nederbörd, och den torraste är januari, med 54 mm nederbörd.